# Allene Ray
Allene Ray, nata Allene Burch (Devine, 2 gennaio 1901 – Temple City, 5 maggio 1979), è stata un'attrice statunitense.

## Biografia
Figlia di un proprietario terriero e allevatore, Allene nacque e visse in un ranch della contea di San Antonio, in Texas, imparando a cavalcare e a domare cavalli. Poiché sapeva anche cantare e ballare, si esibì a teatro in spettacoli musicali dove fu notata da Tex O'Reilly, un attore e sceneggiatore di film western, che la volle interprete di Honeymoon Ranch (1920).
Quell'anno partecipò al concorso Fame and Fortune organizzato dalla rivista Motion Picture, nel quale si piazzò seconda dopo Corliss Palmer. Dopo aver preso parte ad alcuni western, nel 1924 fu ingaggiata dalla casa di produzione Pathé per rimpiazzare l'attrice Pearl White. Con il western The Way of a Man, proseguì il genere serial che ebbe grande successo e la consacrò regina di questo tipo di film. Seguirono, tra gli altri, The Green Archer (1925), The House Without a Key (1926), Hawk of the Hills (1927), The Yellow Cameo (1928), The Black Book (1929), The Indians are Coming (1930), realizzato sia muto che sonoro, che fu l'ultimo serial di Allene Ray e anche l'ultimo film di successo.
L'avvento del sonoro segnò la fine della sua carriera. Dopo tre film, l'ultimo dei quali fu realizzato nel 1931 ma distribuito soltanto nel 1949, Allene Ray si ritirò dalle scene e visse col marito William Wheeler nella loro casa di Temple City, dove morì di cancro nel 1979. 

## Filmografia parziale
- A Modern Lochinvar (1919)
- Honeymoon Ranch (1920)
- West of the Rio Grande (1921)
- Partners of the Sunset (1922)
- Times Have Changed (1923)
- The Fortieth Door (1924)
- Galloping Hoofs (1924)
- Sunken Silver, regia di Spencer Gordon Bennet (1925)

- Play Ball, regia di Spencer Gordon Bennet (1925)

- The Green Archer, regia di Spencer Gordon Bennet (1925)
- Snowed in, regia di Spencer Gordon Bennet (1926)
- The House Without a Key, regia di Spencer Gordon Bennet (1926)
- Melting Millions, regia di Spencer Gordon Bennet (1927)

- Hawk of the Hills, regia di Spencer Gordon Bennet - serial (1927)

- L'uomo senza volto, regia di Spencer Gordon Bennet (1928)
- The Yellow Cameo, regia di Spencer Gordon Bennet (1928)
- The Terrible People, regia di Spencer Gordon Bennet (1928)
- Hawk of the Hills (1929)
- The Black Book (1929)
- The Indians Are Coming (1930)
- The Phantom (1931)
- Gun Cargo (1931)

## Fonti
- (EN)  Denise Lowe, An Encyclopedic Dictionary of Women in Early American Films, 1895-1930, p. 455
- (EN)  George A. Katchmer, A Biographical Dictionary of Silent Film Western Actors and Actresses, p. 315